# Félix Mesnil
Félix Étienne Pierre Mesnil (Omonville-la-Petite, 12 dicembre 1868 – Parigi, 15 febbraio 1938) è stato uno zoologo, microbiologo e biologo francese.

## Biografia
Fu lo studente di Alfred Giard presso l'Ecole Normale Supérieure e un compagno di classe di Maurice Caullery. Dal 1892 lavorò presso l'Istituto Pasteur, inizialmente come un manifestante associato. Fu l'assistente di Louis Pasteur, e nel frattempo, effettuò degli studi sull'immunità cellulare, sulla fisiologia e patologia comparata nel laboratorio di Ilya Ilyich Metchnikov (1845-1916).
Fondò il Pasteur Institute Bulletin con Gabriel Bertrand (1867-1962), Alexandre Besredka (1870-1940), Amédée Borrel (1867-1936), Camille Delezenne (1868-1932) e Auguste-Charles Marie (1864-1935).
Lavorò anche per la creazione della Société de Pathologie Exotique, di cui diventa segretario, e poi presidente.
Nel 1903, insieme ad Alphonse Laveran (1845-1922), mostrò che il parassita responsabile della Leishmaniosi umana (o "Kala-azar", una febbre originaria dell'India), descritta da William Boog Leishman (1865-1926), è un protozoa, differente dal Trypanosoma, parassita della malattia del sonno, e dal Plasmodium, parassita del paludismo (malaria).
Nel 1920, lui e Émile Roubaud hanno raggiunto la prima infezione sperimentale di scimpanzé con Plasmodium vivax.

## Posizioni
- Nel 1908, è direttore dell'École Pratique des Hautes études.
- Nel 1910, è professore presso l'Istituto Pasteur.
- Nel 1913, è vice-presidente della Société de biologie.
- Nel 1920, è membro del Comité consultatif de l'enseignement de médecine veterinaria coloniale.
- Nel 1921, egli è membro dell'Accademia Francese delle Scienze.
- Nel 1922, egli è un membro fondatore del Académie des Sciences coloniales.
- Nel 1926, è presidente della Société zoologique de France.
- Nel 1931, è uno dei membri liberi del  Académie de médecine.